# Női egyéni műkorcsolya az 1994. évi téli olimpiai játékokon
Az 1994. évi téli olimpiai játékokon a műkorcsolya női egyéni versenyszámának rövid programját február 23-án, a kűrt február 25-én rendezték Hamarban. Az aranyérmet az ukrán Okszana Bajul nyerte. A Magyarországot képviselő Czakó Krisztina a 11. helyen végzett.

## Eredmények
Az egyes szakaszokban (rövid program, kűr) kilenc bíró pontozta a versenyzőket. A pontok alapján a bírók mindegyikénél külön-külön kialakult egy sorrend az egyes szakaszokra vonatkozóan és ez egy helyezési pontszámot is jelentett. Az egyes szakaszok eredménye a következő kritériumok alapján alakult ki:
1. „Többségi helyezések száma”. Az a versenyző végzett előrébb, akit a bírók többsége előrébb rangsorolt. A bírók többsége azt jelentette, hogy a legjobb 5 helyezést adó bíró helyezési pontszámait vették figyelembe, de ha az 5. bíró helyezésével még volt azonos helyezés, akkor az(oka)t is figyelembe vették. Ezt az adatot tartalmazza az oszlop. (Pl. a „6×3+” azt jelenti, hogy a versenyző 6 bírónál az első 3 hely valamelyikén végzett.)
2. „Többségi helyezések összege” (a figyelembe vett bírók helyezési pontszámainak összege)
3. „Helyezések összege” (az összes bíró helyezési pontszámainak összege)

A versenyszám végeredményét az összesített helyezési pontszám határozta meg, amely az alábbiak összegéből állt:
- A rövid program helyezési pontszámának 0,5-szerese (az összesítés 33,3%-a),
- A kűr helyezési pontszámának 1-szerese (az összesítés 66,7%-a).

Az alacsonyabb helyezési pontszámmal rendelkező versenyző végzett előrébb. Egyenlő helyezési pontszám esetén a kűrben elért jobb helyezés döntött.

### Rövid program
Az első 24 helyen végzett versenyző vehetett részt a kűrben.
A rövidítés jelentése a következő:
- Q: továbbjutás a kűrbe, helyezés alapján

| Hely. | Versenyző            | Nemzet                 | Többségi helyezések száma | Többségi helyezések összege | Helyezések összege | Pont  | Helyezési pontszám | Mj. |
| ----- | -------------------- | ---------------------- | ------------------------- | --------------------------- | ------------------ | ----- | ------------------ | --- |
| 1.    | Nancy Kerrigan       | Egyesült Államok (USA) | 7×1+                      | 7,0                         | 11,0               | 104,2 | 0,5                | Q   |
| 2.    | Okszana Bajul        | Ukrajna (UKR)          | 7×2+                      | 12,0                        | 18,0               | 103,4 | 1,0                | Q   |
| 3.    | Surya Bonaly         | Franciaország (FRA)    | 9×3+                      | 25,0                        | 25,0               | 102,0 | 1,5                | Q   |
| 4.    | Csen Lu              | Kína (CHN)             | 7×4+                      | 28,0                        | 42,0               | 98,7  | 2,0                | Q   |
| 5.    | Tanja Szewczenko     | Németország (GER)      | 8×5+                      | 39,0                        | 46,0               | 97,6  | 2,5                | Q   |
| 6.    | Katarina Witt        | Németország (GER)      | 6×6+                      | 35,0                        | 63,0               | 96,4  | 3,0                | Q   |
| 7.    | Szató Juka           | Japán (JPN)            | 6×7+                      | 35,0                        | 62,0               | 97,1  | 3,5                | Q   |
| 8.    | Josée Chouinard      | Kanada (CAN)           | 5×8+                      | 38,0                        | 84,0               | 94,4  | 4,0                | Q   |
| 9.    | Anna Rechnio         | Lengyelország (POL)    | 5×9+                      | 40,0                        | 85,0               | 94,2  | 4,5                | Q   |
| 10.   | Tonya Harding        | Egyesült Államok (USA) | 6×10+                     | 54,0                        | 87,0               | 94,2  | 5,0                | Q   |
| 11.   | Lenka Kulovaná       | Csehország (CZE)       | 6×11+                     | 53,0                        | 96,0               | 92,5  | 5,5                | Q   |
| 12.   | Czakó Krisztina      | Magyarország (HUN)     | 6×12+                     | 58,0                        | 108,0              | 90,4  | 6,0                | Q   |
| 13.   | Charlene von Saher   | Nagy-Britannia (GBR)   | 5×13+                     | 58,0                        | 123,0              | 88,8  | 6,5                | Q   |
| 14.   | Marie-Pierre Leray   | Franciaország (FRA)    | 5×13+                     | 63,0                        | 124,0              | 88,5  | 7,0                | Q   |
| 15.   | Nathalie Krieg       | Svájc (SUI)            | 7×17+                     | 113,0                       | 157,0              | 85,6  | 7,5                | Q   |
| 16.   | Mila Kajas           | Finnország (FIN)       | 6×17+                     | 94,0                        | 151,0              | 85,5  | 8,0                | Q   |
| 17.   | Olena Ljasenko       | Ukrajna (UKR)          | 5×17+                     | 73,0                        | 151,0              | 86,4  | 8,5                | Q   |
| 18.   | Inoue Rena           | Japán (JPN)            | 5×18+                     | 78,0                        | 161,0              | 84,8  | 9,0                | Q   |
| 19.   | Ljudmila Ivanova     | Ukrajna (UKR)          | 5×18+                     | 80,0                        | 169,0              | 83,9  | 9,5                | Q   |
| 20.   | Laetitia Hubert      | Franciaország (FRA)    | 7×19+                     | 124,0                       | 167,0              | 84,4  | 10,0               | Q   |
| 21.   | Marta Andrade        | Spanyolország (ESP)    | 6×21+                     | 112,0                       | 184,0              | 82,5  | 10,5               | Q   |
| 22.   | Cvetelina Abraseva   | Bulgária (BUL)         | 6×22+                     | 128,0                       | 200,0              | 81,0  | 11,0               | Q   |
| 23.   | Liu Jing             | Kína (CHN)             | 5×22+                     | 104,0                       | 201,0              | 80,6  | 11,5               | Q   |
| 24.   | I Jundzsong          | Dél-Korea (KOR)        | 5×23+                     | 102,0                       | 202,0              | 81,0  | 12,0               | Q   |
| 25.   | Zhao Guona           | Kína (CHN)             | 5×24+                     | 114,0                       | 220,0              | 78,6  | 12,5               |     |
| 26.   | Susan Anne Humphreys | Kanada (CAN)           | 5×25+                     | 122,0                       | 228,0              | 78,3  | 13,0               |     |
| 27.   | Irena Zemanová       | Csehország (CZE)       | 9×27+                     | 233,0                       | 233,0              | 76,6  | 13,5               |     |

### Kűr
| Hely. | Versenyző          | Nemzet                 | Többségi helyezések száma | Többségi helyezések összege | Helyezések összege | Pont  | Helyezési pontszám |
| ----- | ------------------ | ---------------------- | ------------------------- | --------------------------- | ------------------ | ----- | ------------------ |
| 1.    | Okszana Bajul      | Ukrajna (UKR)          | 5×1+                      | 5,0                         | 15,0               | 104,5 | 1,0                |
| 2.    | Nancy Kerrigan     | Egyesült Államok (USA) | 9×2+                      | 14,0                        | 14,0               | 104,7 | 2,0                |
| 3.    | Csen Lu            | Kína (CHN)             | 7×3+                      | 19,0                        | 27,0               | 103,1 | 3,0                |
| 4.    | Surya Bonaly       | Franciaország (FRA)    | 5×4+                      | 19,0                        | 39,0               | 102,1 | 4,0                |
| 5.    | Szató Juka         | Japán (JPN)            | 7×5+                      | 31,0                        | 44,0               | 101,0 | 5,0                |
| 6.    | Tanja Szewczenko   | Németország (GER)      | 7×6+                      | 39,0                        | 54,0               | 99,7  | 6,0                |
| 7.    | Tonya Harding      | Egyesült Államok (USA) | 6×7+                      | 39,0                        | 63,0               | 99,1  | 7,0                |
| 8.    | Katarina Witt      | Németország (GER)      | 6×8+                      | 44,0                        | 75,0               | 96,9  | 8,0                |
| 9.    | Josée Chouinard    | Kanada (CAN)           | 8×9+                      | 69,0                        | 79,0               | 96,4  | 9,0                |
| 10.   | Mila Kajas         | Finnország (FIN)       | 6×10+                     | 58,0                        | 93,0               | 94,0  | 10,0               |
| 11.   | Czakó Krisztina    | Magyarország (HUN)     | 6×12+                     | 64,0                        | 103,0              | 92,6  | 11,0               |
| 12.   | Anna Rechnio       | Lengyelország (POL)    | 5×12+                     | 55,0                        | 109,0              | 90,8  | 12,0               |
| 13.   | Marie-Pierre Leray | Franciaország (FRA)    | 5×12+                     | 58,0                        | 113,0              | 90,0  | 13,0               |
| 14.   | Lenka Kulovaná     | Csehország (CZE)       | 5×13+                     | 59,0                        | 116,0              | 90,5  | 14,0               |
| 15.   | Laetitia Hubert    | Franciaország (FRA)    | 6×16+                     | 91,0                        | 143,0              | 84,6  | 15,0               |
| 16.   | Charlene von Saher | Nagy-Britannia (GBR)   | 5×17+                     | 78,0                        | 159,0              | 82,5  | 16,0               |
| 17.   | Nathalie Krieg     | Svájc (SUI)            | 5×17+                     | 80,0                        | 155,0              | 83,6  | 17,0               |
| 18.   | Inoue Rena         | Japán (JPN)            | 7×18+                     | 118,0                       | 157,0              | 83,0  | 18,0               |
| 19.   | Olena Ljasenko     | Ukrajna (UKR)          | 7×20+                     | 127,0                       | 172,0              | 82,5  | 19,0               |
| 20.   | I Jundzsong        | Dél-Korea (KOR)        | 6×20+                     | 113,0                       | 178,0              | 81,1  | 20,0               |
| 21.   | Marta Andrade      | Spanyolország (ESP)    | 6×21+                     | 122,0                       | 190,0              | 80,1  | 21,0               |
| 22.   | Liu Jing           | Kína (CHN)             | 7×22+                     | 142,0                       | 188,0              | 80,0  | 22,0               |
| 23.   | Ljudmila Ivanova   | Ukrajna (UKR)          | 7×23+                     | 154,0                       | 202,0              | 77,8  | 23,0               |
| 24.   | Cvetelina Abraseva | Bulgária (BUL)         | 9×24+                     | 209,0                       | 209,0              | 76,4  | 24,0               |

### Végeredmény
| Helyezés | Versenyző            | Nemzet                 | Helyezési pontszámok | Helyezési pontszámok | Helyezési pontszámok |
| Helyezés | Versenyző            | Nemzet                 | Rövid program        | Kűr                  | Összesen             |
| -------- | -------------------- | ---------------------- | -------------------- | -------------------- | -------------------- |
| Arany    | Okszana Bajul        | Ukrajna (UKR)          | 1,0                  | 1,0                  | 2,0                  |
| Ezüst    | Nancy Kerrigan       | Egyesült Államok (USA) | 0,5                  | 2,0                  | 2,5                  |
| Bronz    | Csen Lu              | Kína (CHN)             | 2,0                  | 3,0                  | 5,0                  |
| 4.       | Surya Bonaly         | Franciaország (FRA)    | 1,5                  | 4,0                  | 5,5                  |
| 5.       | Szató Juka           | Japán (JPN)            | 3,5                  | 5,0                  | 8,5                  |
| 6.       | Tanja Szewczenko     | Németország (GER)      | 2,5                  | 6,0                  | 8,5                  |
| 7.       | Katarina Witt        | Németország (GER)      | 3,0                  | 8,0                  | 11,0                 |
| 8.       | Tonya Harding        | Egyesült Államok (USA) | 5,0                  | 7,0                  | 12,0                 |
| 9.       | Josée Chouinard      | Kanada (CAN)           | 4,0                  | 9,0                  | 13,0                 |
| 10.      | Anna Rechnio         | Lengyelország (POL)    | 4,5                  | 12,0                 | 16,5                 |
| 11.      | Czakó Krisztina      | Magyarország (HUN)     | 6,0                  | 11,0                 | 17,0                 |
| 12.      | Mila Kajas           | Finnország (FIN)       | 8,0                  | 10,0                 | 18,0                 |
| 13.      | Lenka Kulovaná       | Csehország (CZE)       | 5,5                  | 14,0                 | 19,5                 |
| 14.      | Marie-Pierre Leray   | Franciaország (FRA)    | 7,0                  | 13,0                 | 20,0                 |
| 15.      | Charlene von Saher   | Nagy-Britannia (GBR)   | 6,5                  | 16,0                 | 22,5                 |
| 16.      | Nathalie Krieg       | Svájc (SUI)            | 7,5                  | 17,0                 | 24,5                 |
| 17.      | Laetitia Hubert      | Franciaország (FRA)    | 10,0                 | 15,0                 | 25,0                 |
| 18.      | Inoue Rena           | Japán (JPN)            | 9,0                  | 18,0                 | 27,0                 |
| 19.      | Olena Ljasenko       | Ukrajna (UKR)          | 8,5                  | 19,0                 | 27,5                 |
| 20.      | Marta Andrade        | Spanyolország (ESP)    | 10,5                 | 21,0                 | 31,5                 |
| 21.      | I Jundzsong          | Dél-Korea (KOR)        | 12,0                 | 20,0                 | 32,0                 |
| 22.      | Ljudmila Ivanova     | Ukrajna (UKR)          | 9,5                  | 23,0                 | 32,5                 |
| 23.      | Liu Jing             | Kína (CHN)             | 11,5                 | 22,0                 | 33,5                 |
| 24.      | Cvetelina Abraseva   | Bulgária (BUL)         | 11,0                 | 24,0                 | 35,0                 |
| 25.      | Zhao Guona           | Kína (CHN)             | 12,5                 | kiesett              | –                    |
| 26.      | Susan Anne Humphreys | Kanada (CAN)           | 13,0                 | kiesett              | –                    |
| 27.      | Irena Zemanová       | Csehország (CZE)       | 13,5                 | kiesett              | –                    |